# Gentilhombre de cámara con ejercicio y servidumbre

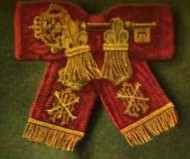
Llave de Gentilhombre Grande de España con ejercicio y servidumbre from Real Casa y Patrimonio de la Corona de España.

Los gentilhombres grandes de España con ejercicio y servidumbre formaban una clase palaciega de la Real Casa y Patrimonio de la Corona de España, a la cual se encomendaba acompañar  en todo momento al Monarca por riguroso turno de antigüedad.

## Funciones y privilegios
Creada tras la reorganización de la Real Casa por Fernando VII, durante los reinados subsiguientes y dependientes del Mayordomo mayor del Rey de España, les correspondía, siendo considerados “parientes” del Rey, hacer guardias junto a su cámara en las horas de audiencia acompañándole dentro y fuera de palacio, almorzando a diario con él y asistiendo junto al mismo a los espectáculos públicos como los toros, el teatro, etc.
Desde el punto de vista ceremonial - en los bautizos reales - a 7 de ellos se encomendaba llevar los útiles para el sacramento (salero, cacillo, aguamanil, algodones, cepillo etc). En las capillas públicas podían asistir cubiertos y asistían a la procesión que se celebraba antes de las mismas tras los Mayordomos de semana. En el lavatorio y comida de pobres durante la Semana Santa auxiliaban al Rey a servir aquella. En los banquetes oficiales y en las aperturas de las Cortes asistía junto al Rey el Gentilhombre Grande de servicio. 
Como anécdota puede relatarse que, durante el reinado de Alfonso XIII, era un gentilhombre grande de España, José Mencos y Rebolledo de Palafox, duque de Zaragoza e ingeniero, quien, en los viajes reales en tren, conducía la máquina.
Para ser nombrado se exigía la Grandeza de España, pero no todos los Grandes eran Gentilhombres pues para ello se requería cumplir previamente con la ceremonia de la Cobertura como Grande ante el Rey. Tampoco todos los Gentilhombres de esta clase eran Grandes, pues algunos eran primogénitos de estos. 
Por su condición tenían paso en el Palacio Real de Madrid hasta la Cámara tras la Saleta y la Antecámara.

## Distintivo y uniforme
Su distintivo era una llave dorada sobre lazo de seda roja con flecos de oro y la cifra del Rey que los había nombrado bordada también en oro. La llave se colocaba horizontalmente en la cintura al costado derecho en los uniformes, en el frac o en la levita del chaqué. 
El uniforme de gala era casacón azul con bordado en todas las costuras con flores de lis, hojas y serretas, chupa roja también bordada y calzón corto con medias. El de diario era frac azul con cuello vuelto de terciopelo y botón dorado de la Casa nobiliaria respectiva. 

## Lista de Gentilhombres Grandes de España en 1931
En el momento del advenimiento de la Segunda República Española, el 14 de abril de 1931, en que este cargo fue suprimido, los 213 gentilhombres grandes de España que estaban en servicio eran los siguientes: 
- Juan Travesedo y García-Sancho, duque de Nájera, conde de Campo Real
- Joaquín Mencos y Ezpeleta, IX Marqués de Eslava y conde de Guenduláin
- Jaime Fernández de Córdoba y Mariátegui Marqués de la Puente y Sotomayor
- Duque de Montellano
- Marqués viudo de Canillejas
- Marqués de Castelar
- Duque de Baena
- Marqués de Velada
- Conde de Toreno
- Duque de T´Serclaes
- Duque de Lerma
- Marqués de Benemejís de Sistallo
- Señor de Rubianes
- Conde de Santa Coloma
- Marqués de Castelldosríus
- Duque de Arión
- Conde de Almodóvar
- Marqués de Marianao
- Conde de Heredia-Spínola
- Duque de Tarifa
- Marqués de Santa Cristina
- Duque del Infantado
- Marqués de Perales del Río
- Duque de la Victoria
- Marqués de Santa Cruz
- Duque de Alba de Tormes
- Duque de Villahermosa
- Duque de la Unión de Cuba
- Marqués de Astorga
- Duque de Vistahermosa
- Duque de Aliaga
- Duque de Medinaceli
- Conde de Oropesa
- Conde de Aguilar de Inestrillas
- Duque de Zaragoza
- Marqués de Hoyos
- Marqués de Castromonte
- Marqués de Rafal
- Conde del Real
- Conde de Villagonzalo
- Marqués de Camarasa
- Marqués de la Cenia
- Duque de Tarancón
- Conde de Plasencia
- Conde del Montijo
- Marqués de Molins
- Duque de Pinohermoso
- Marqués de Narros
- Duque de Tamames
- Carlos de Nieulant y Erro
- Conde de España
- Duque de Almodóvar del Valle
- Marqués de Vellisca
- Marqués de Malferit
- Duque de Veragua
- Duque de San Pedro de Galantino
- Conde de Gavia
- Duque de la Vega
- Marqués de La Guardia
- Marqués de la Romana
- Conde de Sástago
- Marqués de Villanueva y Geltrú
- Marqués de Someruelos
- Marqués de Atarfe
- Marqués de Quirós
- Marqués de Bedmar
- Conde de Guaqui
- Duque de los Castillejos
- Marqués del Nervión
- Duque de Andria
- Conde de Casa-Valencia
- Marqués de los Castellones
- Conde del Vado
- Marqués de Fontalba
- Marqués de Távara
- Conde de Torre Arias
- Marqués de Lierta
- Duque de Alburquerque
- Marqués de Bondad Real
- Marqués de San Juan de Piedras Albas
- Marqués de San Vicente
- Leopoldo Travesedo y Fernández-Casariego, Duque viudo de Nájera
- Conde de la Dehesa de Velayos
- Duque de Pastrana
- Conde de Santa Engracia
- Marqués de Pons
- Marqués de Cáceres
- Marqués de Santurce
- Duque de Hornachuelos
- Marqués del Riscal
- Marqués de Viesca de la Sierra
- Duque de Lécera
- Conde de Peñaranda de Bracamonte
- Conde del Campo de Alange
- Duque de San Fernando de Quiroga
- Marqués de Canillejas
- Vizconde de Mamblas
- Marqués de Portago
- Marqués de Santa Marta
- Marqués del Cenete
- Conde de Atarés
- Conde de Bornos
- Conde de Monte Nuevo
- Conde de Eril
- Duque de Santo Mauro
- Duque de Fernán Núñez
- Conde de las Canillas de los Torneros de Enríquez
- Duque de Cubas
- Duque de Aveiro
- Marqués de Sentmenat
- Marqués de Urquijo
- Marqués de Vallecerrato
- Conde de Peralada
- Marqués de Guadalcázar
- Duque de Medina Sidonia
- Conde de Glimes
- Marqués de Benamejí
- Marqués de Squilache
- Duque de Valencia
- Juan Fernando Pérez del Pulgar
- Ramón Carvajal y Colón
- Carlos Muñoz y Rocatallada
- Duque de Sevilla
- Marqués de Torneros
- conde de Mora
- Conde de Güell
- Duque de Santa Elena
- Marqués de Argüeso
- Alberto María de Borbón y d'Ast
- Conde del Asalto
- Fernando Weyler y Santacana
- Duque de Estremera
- Duque de Medina de las Torres
- Duque de Sanlúcar la Mayor
- Conde de Floridablanca
- Conde de Bilbao
- Conde de Valmaseda
- Marqués de Gauna
- Marqués de las Nieves
- Conde de Elda
- Marqués de Arienzo
- Marqués de Monreal
- Marqués de San Adrián
- Marqués de Quintanar
- Duque de Arévalo del Rey
- Duque de Béjar
- Marqués de Heredia
- Marqués de Valverde de la Sierra
- Conde de Castrillo
- José López de Carrizosa y Martel
- Marqués de Casa Pontejos
- Marqués de Lede
- Duque de Almenara Alta
- Duque de Abrantes
- Marqués de Aldama
- Francisco Maestre Gómez
- Conde de Torroella de Montgrí
- Marquesado de las Atayuelas
- Marquesado de la Guardia Real
- Marquesado de Zambrano
- Francisco de Ayguavives y de León
- Raimundo Fernández-Villaverde y Roca de Togores
- Jorge Silvela y Loring
- Marqués de Mercader
- Marqués de Viana
- Marqués del Vasto
- Conde de los Moriles
- Vizconde de Couserans
- Conde de los Llanos
- Francisco Martos Zabálburu
- Marqués de Villadarias
- Marqués de La Habana
- Alfonso Ozores y Saavedra
- Conde de Villanueva de Perales de Milla
- Marqués de Valdesevilla
- Conde de Guadiana
- Marqués de Albudeyte
- Marqués de Triana
- Duque de Francavilla
- Duque de Maqueda
- Marqués de Montealegre
- Marqués de Laconi
- Marqués de los Soidos
- Duque de Santa Cristina
- Vizconde de Valoria
- Conde de los Andes
- Marqués de Castel Rodrigo
- José Antonio Primo de Rivera
- Barón de Segur
- Duque de Huete
- Conde de la Vallesa de Mandor
- Conde de Villada
- Duque de Vista Alegre
- Duque de Terranova
- Marqués de Povar
- Marqués de Foronda
- Duque de Rivas
- Conde de Superunda
- Conde de Velle
- Marqués de Santaella
- Marqués de Brenes
- Juan Antonio de Estrada y Moreno
- Duque de Montealegre
- Duque de Bournonville
- Duque de Grimaldi
- Marqués de las Torres de la Presa
- Conde de Cheste
- Duque de Canalejas
- Duque de Soma
- Conde de Ruiseñada
- Marqués de Peñaflor
- Marqués de la Laguna
- Marqués de Casa Ferrandell
- Barón de Viver